# Задкович, Рубен
Рубе́н Анто́н Задко́вич (англ. Ruben Anton Zadkovich; род. 23 мая 1986, Фэрфилд) — австралийский футболист, полузащитник.

## Клубная карьера
Родился в Фэрфилде, Сидней, Новый Южный Уэльс. Задкович играл за клубы Английской футбольной лиги — «Ноттс Каунти», за который забил в своём дебютном матче против «Честер Сити», а также «Куинз Парк Рейнджерс» и австралийский «Воллонгонг Вулвс». Сыграл несколько матчей за молодёжную сборную Австралии (до 20), в том числе на молодёжном чемпионате мира.
6 апреля 2010 года Задкович подтвердил, что подписал контракт на три года с «Ньюкасл Юнайтед Джетс», для того чтобы вернуться играть в футбол в Австралии.

## Международная карьера
Задкович дебютировал на позиции правого защитника в последнем домашнем матче 1-го раунда квалификации ЧМ-2010 против сборной Китая на стадионе ANZ 22 июня 2008 года. Австралия проиграла этот матч со счётом 0:1, пропустив во втором тайме с пенальти, который был назначен после фола Задковича.
Задкович принял участие в Олимпийских играх 2008 года в стане национальной команды Австралии (Olyroos). Забил с близкого расстояния в матче с Сербией, игра закончилась со счётом 1:1. Этот гол стал единственным для австралийцев в той неудачной кампании. Также играл против Аргентины в матче, который стал лучшим для Австралии на том турнире.

## Достижения
«Сидней»
- Чемпион Австралии: 2005/06